# Explosión de Kunshan de 2014
La explosión de Kunshan de 2014 (en chino, 2014年昆山中荣工厂爆炸事故; pinyin, 2014 Nián Kūnshān Zhōngróng Gōngchǎng Bàozhà Shìgù) fue una explosión que se produjo en Zhongrong Metal Company Production, una fábrica de piezas de automóviles situado en Kunshan, Jiangsu, China, el 2 de agosto de 2014. La explosión mató a 71 trabajadores y dejó más de 180 heridos.

## Historia
El suceso ocurrió en un taller donde se pulen llantas de las ruedas de una planta de metales, especializada en piezas de automóviles y proveedora de firmas como General Motors.
Cuando la explosión ocurrió a las 7:37 (hora local), más de 260 personas estaban presentes, que era más de la cantidad normal de los empleados que trabajaban ya que el pago de horas extras se duplicaba durante los fines de semana. 44 personas murieron en el lugar de la explosión, mientras que el resto falleció en los hospitales locales. Cinco hospitales en Kunshan y uno cerca de Suzhou recibieron más de 180 heridos. Se cree que la explosión pudo haber sido causada por llamas que encendieron el polvo de metal pulido.
La Policía detuvo por la explosión a cinco altos ejecutivos de la firma dueña de la planta metalúrgica, mientras que el presidente chino, Xi Jinping, urgió a realizar una investigación exhaustiva del accidente y reclamó una dura condena para los responsables. El mandatario también envió investigadores a la fábrica.